# 豪华之女
《豪华之女》(The Prodigal Daughter)是英国著名作家杰弗里·阿彻(Jeffrey Archer)所写的中篇小说，同时也是另一篇他的著名小说《凯恩与阿贝尔》(Kane and Abel)的姊妹篇。繁體中文版由春天出版發行。

## 主要情节
女主人公佛罗伦蒂纳 罗斯诺维斯基是美国男爵旅店集团董事长阿贝尔 罗斯诺维斯基的独生爱女，从小便树立了远大的理想。天生聪颖的她在父亲以及善良智慧的家庭教师特莱德歌德小姐的悉心教导下，佛罗伦蒂纳健康儿迅速的成长，顺利考入了名牌大学，对于她来说前途一片光明。在大学毕业前不久，佛罗伦蒂纳遇到了年轻的理查德 凯恩——一位波士顿大银行家的独生爱子。两人迅速坠入了爱河，然而两人最终却发现他们两人的父亲——威廉 凯恩与阿贝尔 罗斯诺维斯基竟然是不共戴天的死敌(详见《凯恩与阿贝尔》)。两人的爱情遭到了两位父亲的强烈反对，导致两人决定私奔。凭借着二人的出色才能，他们共同创建了属于自己的事业。随着当年误会的解开，两位父亲在和解不久后去世。佛罗伦蒂纳接手了父亲的男爵集团，而她的丈夫理查德在妻子的帮助下夺回了从父亲手中失去的家族银行。事业获得巨大成功后，佛罗伦蒂纳进军政坛，在经过了8年众议员，6年参议员的成功经历，以及理查德车祸去世的打击后，成熟了的佛罗伦蒂纳最终决定竞选美国总统。如果不是在党内竞选的最后阶段中了老油条帕金的诡计，她完全可以当选美国第四十二届总统。作为副总统，佛罗伦蒂纳出色的完成了工作，却眼见政坛中的种种黑幕而失去了对政治的兴趣。但随着帕金的突然去世，佛罗伦蒂纳得以以副总统身份继任成为美国第四十三届总统，也是美国第一位女总统。